# Table des caractères Unicode/U3000
Cette page contient des caractères spéciaux ou non latins. S’ils s’affichent mal (▯, ?, etc.), consultez la page d’aide Unicode.
Table des caractères Unicode U+3000 à U+303F (12 288 à 12 351 en décimal).

## Symboles et ponctuation CJC(Unicode 1.1 à 3.2)
Symboles et signes de ponctuation utilisés pour les différentes écritures idéographiques hanzi des langues chinoises (dont le mandarin qui utilise le style chinois simplifié, et le cantonais qui utilise le style chinois traditionnel, et d’autres langues d’Asie du Sud-Est), unifiés avec les idéographes de l’écriture kanji du japonais, ceux de l’écriture hanja du coréen traditionnel et ceux de l’ancienne écriture du vietnamien.
Espace, virgule, point et marque de répétition idéographiques. Symbole de norme industrielle japonaise. Marques d’itération et de fermeture idéographiques. Chiffre zéro idéographique. Crochets idéographiques ouvrants ou fermants (chevrons simples ou doubles, coins rectangulaires fins ou blancs, crochets lenticulaires noirs, parenthèses en carapace de tortue fines, crochets lenticulaires blancs, parenthèses en carapace de tortue blanches, crochets carrés blancs). Marques postale (simple, figure, cerclée). Marque geta. Tirets courbés (en vague simple ou oscillant), guillemets doubles idéographiques. Chiffres hangzhou (de 1 à 9, 10, 20, 30). Marques de tons idéographiques ou hangeul. Marques de répétition hiragana/katakana (simple ou voisée, pleines ou demi-marques). Symbole télégraphique idéographique séparateur de ligne. Marques d’itération idéographique verticale, masu, d’alternation de partie. Indicateur de variation idéographique. Espace demi-plein idéographique.
Les 4 signes diacritiques U+302A à U+302D sont des marques de ton sinographiques, montrés ici combinés avec le sinogramme unifié U+4E00 (一), et les 2 signes diacritiques U+302E et U+302F sont des marques de ton hanguls, montrés ici combinés avec la syllabe hangul U+AC00 (가).
Les deux derniers caractères U+303E à U+303F ne sont pas des signes diacritiques ou des contrôles de format, mais des symboles dont l’encadrement fait partie de leur identité visuelle. Le premier (U+303E) est également utilisé comme caractère de description idéographique pour décrire une variante graphique (par exemple une simplification ou un changement d'orientation) d'un composant de base (clé ou trait) dont il dérive, dans la composition de certains caractères chinois complets, avec une sémantique et un usage différent des caractères habituellement formés sans cette variante.

### Table des caractères
| en fr  | 0       | 1  | 2  | 3  | 4  | 5  | 6  | 7  | 8  | 9  | A  | B  | C  | D  | E  | F  |
| ------ | ------- | -- | -- | -- | -- | -- | -- | -- | -- | -- | -- | -- | -- | -- | -- | -- |
| U+3000 | ESP SIN | 、 | 。 | 〃 | 〄 | 々 | 〆 | 〇 | 〈 | 〉 | 《 | 》 | 「 | 」 | 『 | 』 |
| U+3010 | 【      | 】 | 〒 | 〓 | 〔 | 〕 | 〖 | 〗 | 〘 | 〙 | 〚 | 〛 | 〜 | 〝 | 〞 | 〟 |
| U+3020 | 〠      | 〡 | 〢 | 〣 | 〤 | 〥 | 〦 | 〧 | 〨 | 〩 | 一〪 | 一〫 | 一〬 | 一〭 | 가〮 | 가〯 |
| U+3030 | 〰      | 〱 | 〲 | 〳 | 〴 | 〵 | 〶 | 〷 | 〸 | 〹 | 〺 | 〻 | 〼 | 〽 | 〾 | 〿  |

### Historique

#### Version initiale Unicode 1.1
| v · d · m | 0       | 1  | 2  | 3  | 4  | 5  | 6  | 7  | 8  | 9  | A  | B  | C  | D  | E  | F  |
| --------- | ------- | -- | -- | -- | -- | -- | -- | -- | -- | -- | -- | -- | -- | -- | -- | -- |
| U+3000    | ESP SIN | 、 | 。 | 〃 | 〄 | 々 | 〆 | 〇 | 〈 | 〉 | 《 | 》 | 「 | 」 | 『 | 』 |
| U+3010    | 【      | 】 | 〒 | 〓 | 〔 | 〕 | 〖 | 〗 | 〘 | 〙 | 〚 | 〛 | 〜 | 〝 | 〞 | 〟 |
| U+3020    | 〠      | 〡 | 〢 | 〣 | 〤 | 〥 | 〦 | 〧 | 〨 | 〩 | 一〪 | 一〫 | 一〬 | 一〭 | 가〮 | 가〯 |
| U+3030    | 〰      | 〱 | 〲 | 〳 | 〴 | 〵 | 〶 | 〷 |    |    |    |    |    |    |    | 〿  |

#### Compléments Unicode 3.0
| v · d · m | 0 | 1 | 2 | 3 | 4 | 5 | 6 | 7 | 8  | 9  | A  | B | C | D | E  | F |
| --------- | - | - | - | - | - | - | - | - | -- | -- | -- | - | - | - | -- | - |
| U+3000    |   |   |   |   |   |   |   |   | 〸 | 〹 | 〺 |   |   |   | 〾 |   |

#### Compléments Unicode 3.2
| v · d · m | 0 | 1 | 2 | 3 | 4 | 5 | 6 | 7 | 8 | 9 | A | B  | C  | D  | E | F |
| --------- | - | - | - | - | - | - | - | - | - | - | - | -- | -- | -- | - | - |
| U+3000    |   |   |   |   |   |   |   |   |   |   |   | 〻 | 〼 | 〽 |   |   |